# Paladio (IV)
El Paladio (IV) es un estado de oxidación en el que se encuentra el paladio en algunos compuestos químicos. Debido a su alta acidez no existe como catión libre en solución acuosa.

## Compuestos
Algunos compuestos en los que se halla el paladio en estado de oxidación +4 son:
- K2PdCl6, hexacloropaladato(IV) de dipotasio.[1]
- Pd(OH)4, Hidróxido de paladio(IV).[1]
- PdF4, Tetrafluoruro de paladio(IV).[2]